# ترايان هرسيني
ترايان هرسيني (18 فبراير 1907 – 17 يوليو 1980)، عالم اجتماع، وصحفي، وشخصية سياسية رومانية. يُشتَهر في المقام الأول لكونه التلميذ المفضّل لديمتري غوستي، وثانيًا لإسهامه في تأسيس المدرسة الرومانية لعلم الاجتماع الريفي في عشرينيات وأوائل الثلاثينيات من القرن العشرين، ومشاركته في المجموعات الدراسية متداخلة الاختصاصات والجولات الميدانية. كما كان هرسيني كاتب مقالات وباحثًا غزير الإنتاج درس الجماعات البشرية المنعزلة في جميع أنحاء البلاد، وذلك بهدف توضيح العلاقات بين علم الاجتماع، ووصف الأعراق البشرية، وعلم الإنسان الثقافي، انطلاقًا من اهتمامه الأساسي بنظرية المعرفة الاجتماعية. وانصبّ اهتمامه بشكل خاص على ثقافات الفلاحين والمجتمعات الرعوية في جبال فاغاراش. تنافس هرسيني مع أنطون غولوبنتيا على دور تلميذ غوستي الأبرز، وحاز اللقب في العام 1937؛ كما شغل ابتداءً من العام 1932 منصبًا تدريسيًا في جامعة بوخارست.
أصبح هرسيني متخصصًا في تحسين النسل والعنصرية العلمية، ولم يتبنّ الموقف اليساري المعتدل الداعي لاحتضان الفاشية، وانفصل عن غوستي لمناصرته حركة الحرس الحديدي. بالرغم من ذلك، تلقى الحماية أثناء حملة القمع العنيفة التي شنتها حركة الحرس الحديدي في العام 1938، عندما عينه غوستي موظفًا في الخدمة الاجتماعية، والتي كانت جزءًا من جهاز جبهة النهضة الوطنية. ونظرًا لكونه مسؤولًا بارزًا ومنظِّرًا للدولة الوطنية الفاشية، وشخصية ذات أهمية ثقافية وسياسية في عهد نظام الديكتاتور يون أنتونيسكو، تقدم هرسيني بمقترح التعقيم الإجباري «للأعراق الأدنى»، وأثنى في كتاباته على السياسة العنصرية لألمانيا النازية. أصدر النظام الشيوعي في العام 1951 لائحة اتهامات ضده، وأمضى في السجن أربع سنوات. ثم أحرز عودة تدريجية إلى مواطن الحظوة باعتباره باحثًا في الأكاديمية الرومانية، وشارك في استئناف البحث الاجتماعي، بالإضافة إلى تجاربه في ميدان علم النفس الاجتماعي ودوره الرائد في علم الاجتماع الصناعي.
بعد العام 1956، أصبح هرسيني من أنصار الماركسية اللينينية بشكل رسمي، إنما كان ملتزمًا أكثر بالشيوعية الوطنية. أتاحت له السياسات الشيوعية الوطنية التي قُنّنت مع أواخر الستينيات من القرن العشرين بإعادة النظر في بعض أطروحاته المثيرة للجدل المتعلقة بجذور الثقافة الرومانية. بين الفينة والأخرى، استرشد النظام بأفكاره الراديكالية بخصوص الإثنية، بما في ذلك بعض الأفكار التي لقيت انتقاداتٍ لكونها عنصرية. تناولت كتابات هرسيني الأخيرة علم الأعراق، وعلم النفس القومي، وعلم اجتماع الأدب، والنظرية السوسيولوجية على العموم. في سبعينيات القرن العشرين، كتب هرسيني عدة أبحاث في تفسير الفولكلور الروماني، وشدّد فيها على الروابط مع الأساطير الهندية الأوروبية والباليو-بلقانية البدائية.

## معلومات شخصية

### الأصول والتعليم
هرسيني من مواليد ترانسيلفانيا، والتي كانت طوال فترة طفولته تقريبًا مقاطعة ضمن الإمبراطورية النمساوية-المجرية. وكانت قريته ياشي (ياش) تقع في المنطقة التي كانت تُعرف آنذاك باسم مقاطعة براشو (وهي مقاطعة براشوف الحالية)، حيث كان والده يعمل كاتب عدل. من جانب الأب، انحدر هرسيني من بلدية هارسيني القريبة، والتي اشتُق اسم العائلة منها. ولد هرسيني في 18 فبراير 1907، والتحق بالمدرسة في ياشي (1912–1915) وفاغاراش (1915–1924). تزامنت هذه السنوات مع سنوات الحرب العالمية الأولى وشهدت الاعتراف باتحاد ترانسيلفانيا مع رومانيا (يوم الوحدة): فقد بدأ هرسيني تعليمه الثانوي في عهد نظام ناطقٍ باللغة الهنغارية، واجتاز امتحان البكالوريا في العام 1924 باعتباره مواطنًا رومانيًا.
ابتداءً من العام 1924، التحق هرسيني بكلية الحقوق في جامعة بوخارست، حيث درس تحت إشراف غوستي، وكونستانتين رودوليسكو موترو، ونيكولاي يورغا، وأوفيد دنسوسيانو، وفازيلي بيرفان. نظرًا لشغفه بمحاولات غوستي لإعادة هيكلة العلوم الاجتماعية الرومانية استرشادًا بعلم الاجتماع الريفي ومنهجية ملاحظة المشارك، سُمح لهرسيني بمرافقة غوستي في جولاته الميدانية إلى بلدية نيريو (1927) وفوندو مولدوفي (1928). في نيريو، التقاه طالب آخر من طلاب غوستي، هنري إتش شتال، وأصبحا صديقين، وعبّر شتال عن إعجابه بذلك اللقاء. وكتب شتال عن هرسيني: «بدا هادئًا ومنطويًا على نفسه؛ بيد أنه لم يكن وحيدًا»، وكان «مستعدًا لتحدّي كلّ مَن يعارضه، صديقًا كان أم منافسًا». واستوعب القضايا الاجتماعية المعقدة «بسرعة»، «وفرض نفسه بوصفه واحدًا من قادة الفريق، وتبوّأ منزلةً لم يخسرها أبدًا». انخرط هرسيني على وجه الخصوص في مشروع لجمع البيانات عن «علم الاجتماع الرعوي»، في حين كان شتانسيو شتويان عاكفًا على ملاحظة مدارس القرى، وكانت زينيا كوستا-فورو رائدةً في دراسات علم اجتماع العائلة.
نجح هرسيني في امتحاناته النهائية في العام 1928، وكان قد تخصص في علم الاجتماع، وعلم النفس، وعلم التربية، وقدم بحثًا عن العلاقات الاجتماعية التي لاحظها في فونود مولدوفي. وأهّله ذلك لتدريس علم الاجتماع في كلية جورج لازار الوطنية، حيث عمل طوال العام الدراسي اللاحق. في العام 1929، سافر إلى ألمانيا ليتابع تخصصه. والتحق بجامعة فريدريك ويليام (جامعة همبولت في برلين)، حيث حضر محاضرات ألقاها فيرنر سومبارت، وإدوارد شبرانجر، وريتشارد تورنفالد، وألفريد فيركانت. نشر دراسة عامة عن علم الاجتماع الألماني في مجلة علم الاجتماع والإصلاح الاجتماعي التي كان ينشرها غوستي، وأشاد هرسيني بعلم الاجتماع الألماني باعتباره «علمًا حيويًا وحرّ الحركة»، ونموذجًا جيدًا لعلم الاجتماع في «البلدان الأقل تقدمًا».
عاد هرسيني إلى بوخارست في العام 1930، وأدى خدمته العسكرية الإلزامية في القوات البرية الرومانية، ثم اشترك في حم نظمها المعهد الاجتماعي الروماني الذي يديره غوتسي، إلى دراغوش، ورونكو، وكورنوفا. واختيرت دراغوش، مركز المنطقة الإثنوغرافية المعروفة باسم تارا أولتولي، نتيجة إلحاحه، نظرًا لقربها من قريته الأصلية. في كورنوفا، ركز هرسيني على التراتبية الاجتماعية والعشائر المنفصلة لمجتمعات منطقة بيسارابيا. أمضى هرسيني بعض الوقت في حظيرةٍ خلال إجرائه الأبحاث بمفرده في جبال فاراغاش، ونشر نتائج بحثه في مجلة بوابي دي غراو. كما بدأ بالكتابة في مجلة مدينة كلوج نابوكا سويتاتيا دي ماين بمقالات رصدت ودرست عدة أنواع للبُعد الاجتماعي.

### مساعدة غوستي
في عام 1932، تزوج هيرسيني من زميلته في الجامعة، بولا غوستي. كانت ابنة بول غوستي، مخرج مسرحي مشهور (التشابه في أسماء العائلات يجعل من المرجح، ولكن ليس من المؤكد، أن تكون قريبة لغوستي نفسه). في السنة ذاتها أيضًا، عين هيرسيني، بعد إلقائه محاضرات في جامعة سابين مانويلا للعمل الاجتماعي، أستاذًا مساعدًا في جامعة بوخارست في قسم علم الاجتماع والأخلاق والسياسة. يدعي شتال كونه أول من اختاره غوستي، ولكنه رفض المنصب لكونه يناسب هيرسيني، الذي احتاج، بكونه متزوجًا، دخلًا ثابتًا. نتيجة لذلك، كان هيرسيني أفضل حالًا من الناحية المالية من مثقفين آخرين من جيله ولو بقليل.
اتبع هيرسيني الخيارات السياسية لشتال: إذ تعاطف مع الخلية اليسارية داخل حزب الفلاحين الوطني، وفي عام 1933، ساهم في مراجعات يسار الوسط مثل صحيفة آزي التي أدارها زاهاريا ستانكو وصحيفة شتال «شتانغا». أعلن نفسه متحزبًا «للديمقراطية الاجتماعية» والتعاون الطبقي، «ليس ماركسيًا ولا شيوعيًا، ولكنه رجل يساري». في مقالة نشرها في صحيفة «الفكر الروماني» في أوائل العام 1933، أظهر نفسه شخصًا قائلًا بالربوبية ومسيحيًا وجوديًا، طارحًا فكرة الإنسان الأعلى حيث يمكن للمسيحيين الوصول إلى حالة من النعمة. أما بقية الناس، فقد قال هيرسيني بأنهم «دائمًا ليسو بشر». وصف إميل سيوران، وهو فيلسوف من ذلك الجيل، هيرسيني بأنه «متحمس» لفلسفة هيديغر الوجودية، مع «إحساس ميتافيزيقي» كان سمة «المثقفين الترانسلفانيين الحقيقيين، كما لو كان ذلك تعويضًا عن الروح المثقفين الترانسلفانيين الحقيقيين، كما لو كان ذلك تعويضًا عن الروح البرجوازية التي تصادف المثقفين في منتصف الطريق».